# Squalus hemipinnis
 Squalus hemipinnis  — вид рода колючих акул семейства катрановых акул отряда катранообразных. Обитает в центрально-западной части Тихого океана. Встречается на глубине до 100 м. Максимальный зарегистрированный размер 78 см. Размножается яйцеживорождением. Является объектом коммерческого промысла.

## Таксономия
Впервые научно вид описан в 2007 году. Ранее был известен как Squalus sp. 3. Голотип представляет собой самку длиной 63,7 см, обнаруженную в рыбацком улове в 2002 на Бали (08°45' ю.ш. и 115°10' в.д.). Паратипы: самки длиной 42,5—64 см, самцы длиной 41,8—49,8 см и эмбрионы женского пола длиной 16,2—16,6 см, найденные там же. Видовой эпитет происходит от слов др.-греч. ἡμι- — «полу-» и лат. pinna  — «перо», «крыло», «плавник».

## Ареал
Squalus hemipinnis обитают в центрально-западной части Тихого океана у побережья Явы, Бали, Ломбока и, возможно, Суматры. Эти акулы встречаются в верхней части континентального и островного склона у дна на глубине не более 100 м.

## Описание
Максимальный зарегистрированный размер составляет 78 см. Тело удлинённое, стройное, его высота составляет 9—10,6 % от длины тела. Рыло очень узкое и короткое. Вторичная лопасть кожных назальных складок хорошо развита. Крупные вальные глаза вытянуты по горизонтали, их длина составляет 5,1—5,6 % длины тела. Позади глаз имеются брызгальца.  У основания спинных плавников расположены длинные шипы. Небольшие спинные плавники поставлены под углом.  Первый спинной плавник крупнее второго. Грудные плавники имеют слегка серповидную форму. Длина их внешнего края составляет 6,9—7,5 % длины тела. Хвостовой плавник асимметричный, выемка у края более длинной верхней лопасти отсутствует. Количество позвонков осевого скелета составляет от 96 до 100. Окраска серо-стального цвета. Брюхо светлее.

## Биология
Эти акулы размножаются яйцеживорождением. В помёте от 3 до 10 новорожденных, наибольшая зарегистрированная длина эмбриона 18 см. Самцы и самки достигают половой зрелости при длине 43 см и 61 см соответственно. Рацион состоит из небольших рыб, головоногих и ракообразных.

## Взаимодействие с человеком
Эти акулы часто попадаются в качестве прилова при коммерческом рыбном промысле. Мясо и плавники употребляют в пищу, особенно ценится жир печени. Международный союз охраны природы присвоил этому виду статус сохранности «Близкий к уязвимому положению». 